# Christoph Schwarzl
Christoph Schwarzl (ur. 18 listopada 1986 w Wiedniu) – austriacki wioślarz.

## Osiągnięcia
- Mistrzostwa Świata U-23 – Glasgow 2007 – czwórka podwójna wagi lekkiej – 8. miejsce[1].
- Mistrzostwa Świata – Linz 2008 – ósemka wagi lekkiej – 7. miejsce[1].